# Cerro del Chiquihuite
Le cerro del Chiquihuite (colline de Chiquihuite) est un sommet de la sierra de Guadalupe, au nord de Mexico, dans le faubourg  Gustavo A. Madero. Avec une altitude de 2 730 m, il surplombe la ville de Tlalnepantla de Baz.
C'est le décor du film Lolo sorti sur les écrans en 1993. En 2021, un glissement de terrain a ravagé le quartier Lázaro Cárdenas de Tlalnepantla de Baz.

## Géologie
Le cerro del Chiquihuite est un dôme volcanique constitué d'andésite déposée par strates d'épaisseur variable, ce qui témoigne d'une érosion superficielle intense : autrefois, la colline était parsemée de résurgences, mais l'eau semble s'être tarie. Il ne subsiste qu'une source encore active : celle de Lázaro Cárdenas, appelée El Pocito.
L'exploitation intense des carrières de ce sommet a fortement remanié le relief et désagrégé les strates encore stables, provoquant une multitude de glissements de terrain plus ou moins importants ; en 1987, après des semaines de précipitations intenses, 15 personnes ont été emportées dans les coulées de boue du cerro del Chiquihuite et des collines de La Presa.

## Histoire

### Le Templo Mayor
Jusqu'à l'arrivée des Européens, le pied du cerro del Chiquihuite était baigné par le lac Texcoco. Il se dressait à une dizaine de kilomètres de la capitale de l'Empire aztèque, Tenochtitlán. Il était décrit comme formé de roches violacées (des roches ignées, principalement une andesite de lamprobolite). Cette roche, déposée par strates d'épaisseurs variables, se débite facilement par plaques : elle a été utilisée, sous l'appellation de Tenayocátetl (« pierre  de Tenayuca »), pour faire des tomettes de parquet, des chaînages de maçonnerie et des tuiles. On l'a retrouvée comme matériau de construction du Templo Mayor.

### Lechiquihuitazo
Jusqu'en août 2012, le sommet comportait plusieurs émetteurs hertziens (cinq stations FM du Grupo Radio Centro, et onze émetteurs de télévision), auxquels on accède par une petite route. Depuis, les stations FM ont été transplantées à Villa Alpina, Naucalpan:50.
La chaîne de télévision Televisión Azteca avait affermé en 1998 son émetteur, aménagé au sommet du Cerro, à sa concurrente XHTVM-TV ; mais à l'échéance du contrat, celle-ci ne voulait pas remettre les locaux : c'est alors que, le 27 décembre 2002, une milice armée stipendiée par Televisión Azteca s'empara de l'émetteur et évacua de force les employés de XHTVM-TV channel 40. Ce coup de force, qu'on a appelé dans la presse mexicaine le chiquihuitazo, référence au nom de la montagne, intervenait sur fond de procès, de polémiques mais aussi de négociations. Il s'est soldé par le maintien des droits d'exploitation de XHTVM-TV.
Ce chiquihuitazo est le thème d'une chanson produite par Canal 40, No Te Metas con mi Chiquihuite.

### Glissement de terrain de 2021

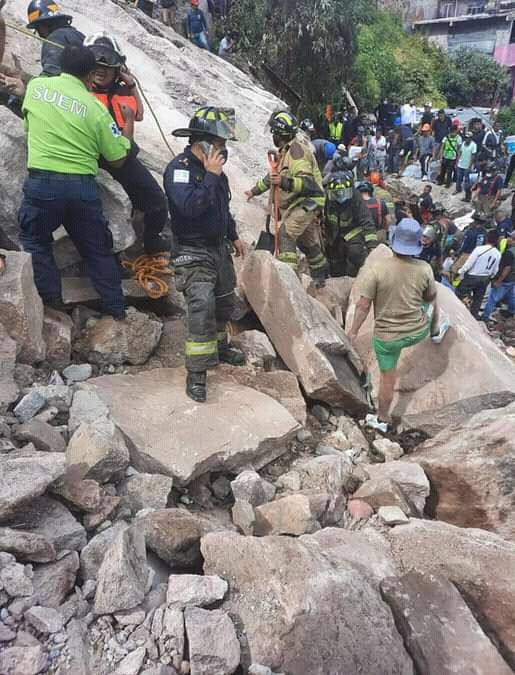
Pompiers et sauveteurs après la catastrophe.

Le 10 septembre 2021, un glissement de terrain a ravagé la banlieue de Lázaro Cárdenas à Tlalnepantla. Dix maisons ont pris feu et, outre un mort, 10 personnes (6 adultes et 4 enfants) ont été portées disparues .